# Charles Cardale Babington

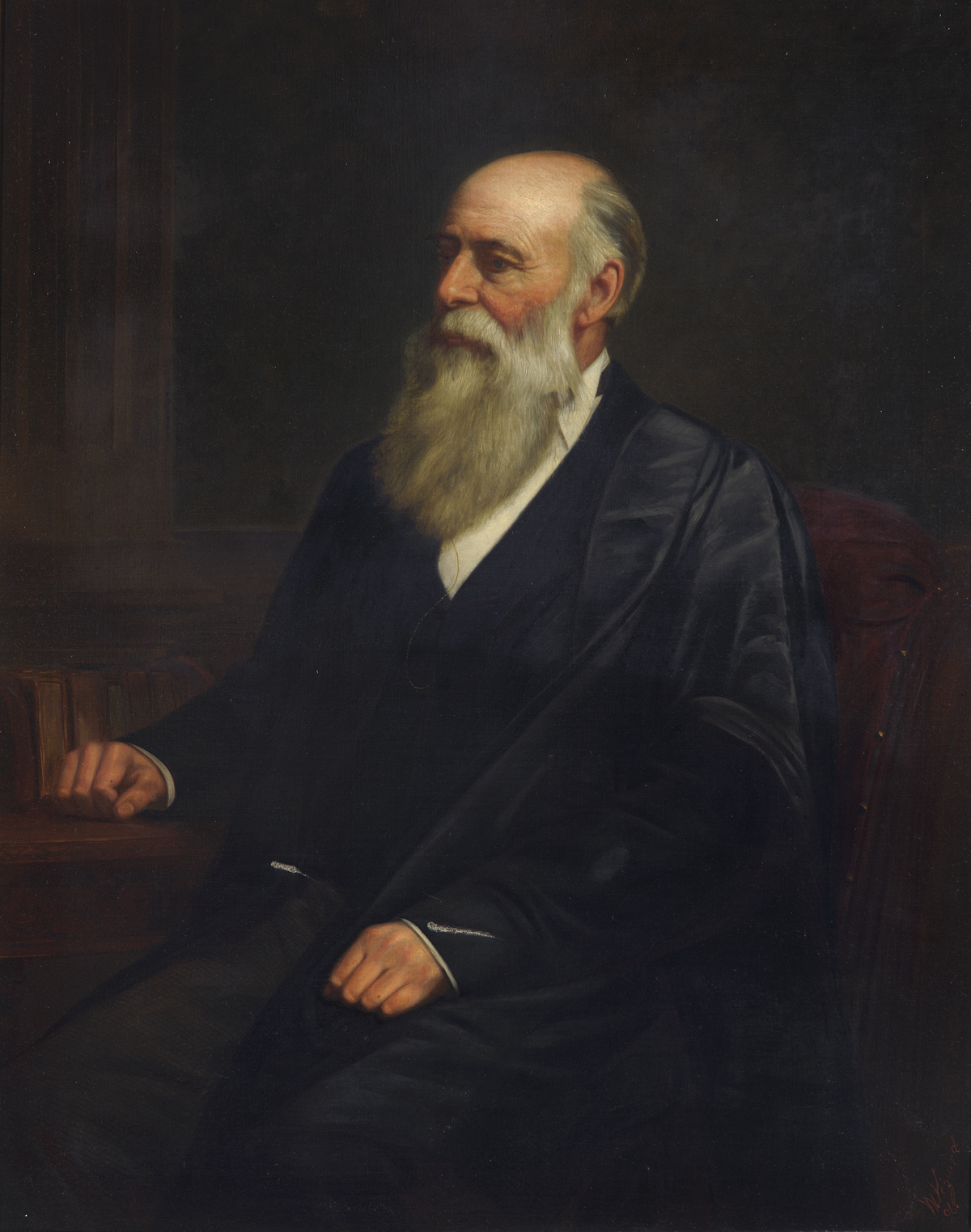
Pintura retratando Charles Cardale Babington, importante botânico e arqueologista britânico do século XIX. Pintura datada de 1896, do acervo da Universidade de Cambridge, Inglaterra

Charles Cardale Babington (Ludlow, 23 de novembro de 1808 – Cambridge, 22 de julho de 1895 ) foi um botânico e arqueologista britânico.

## Biografia
Era filho de Joseph Babington e de Cathérine nascida Whitter. Fez seus estudos no St. John's College de Cambridge, obtendo seu título de bacharel em artes em 1830 e seu título de mestre em 1833. Assumiu a cadeira de botânica na Universidade de Cambridge em 1861, onde publicou seu trabalho sobre os insetos. Casou-se com Anna Maria Walker em 3 de abril de 1866. Babington era sobrinho de Thomas Babington Macaulay.
Babington foi membro de diversas sociedades científicas como a Sociedade Linneana de Londres, Sociedade Botânica de Edimburgo, Sociedade Geológica de Londres, Royal Society (1851) e participou, em 1833, da fundação da Sociedade Entomológica de Londres.
É o autor de "Manual of British Botany" (1843), "Flora of Cambridgeshire" (1860), "The British Rubi" (1869) e dirigiu a publicação "Annals an Magazine of Natural History" a partir de 1842. Seu herbário e sua biblioteca atualmente estão conservadas na universidade de Cambridge.